# 132P/Helin-Roman-Alu
132P/Helin-Roman-Alu 2, komet Jupiterove obitelji.